# Meridià 104 a l'oest
El meridià 104 a l'oest de Greenwich és una línia de longitud que s'estén des del pol Nord travessant l'oceà Àrtic, Amèrica del Nord, el Golf de Mèxic, l'oceà Pacífic, l'oceà Antàrtic, i l'Antàrtida fins al pol Sud.
El meridià 104 a l'oest forma un cercle màxim amb el meridià 76 a l'est. Com tots els altres meridians, la seva longitud correspon a una semicircumferència terrestre, uns 20.003,932 km. Al nivell de l'Equador, és a una distància del meridià de Greenwich de 11.577 km.
Als Estats Units, les fronteres occidentals de Dakota del Nord, Dakota del Sud i Nebraska i les fronteres orientals de Montana i Wyoming al meridià 27 a l'oest de Washington, que és un parell de quilòmetres a l'oest del meridià 104 a l'oest de  Greenwich. A Colorado, el meridià 104 a l'oest de Greenwich defineix aproximadament l'extensió oriental de la regió d'altes planures protegida per les Muntanyes Rocoses del Sud.

## De pol a pol
Començant en el pol Nord i dirigint-se cap al pol Sud, aquest meridià travessa:
| Coordenades                               | País, territori o mar | Notes |
| ----------------------------------------- | --------------------- | --- |
| 90° 0′ N, 104° 0′ O / 90.000°N,104.000°O  | Oceà Àrtic            | |
| 79° 22′ N, 104° 0′ O / 79.367°N,104.000°O | Canadà                | Nunavut - Illa d'Ellef Ringnes |
| 78° 14′ N, 104° 0′ O / 78.233°N,104.000°O | Estret de Maclean     | |
| 77° 9′ N, 104° 0′ O / 77.150°N,104.000°O  | Canadà                | Nunavut - Illa Edmund Walker |
| 77° 7′ N, 104° 0′ O / 77.117°N,104.000°O  | Estret de Desbarats   | |
| 76° 40′ N, 104° 0′ O / 76.667°N,104.000°O | Canadà                | Nunavut - Illa Cameron i Illa de Vanier |
| 76° 2′ N, 104° 0′ O / 76.033°N,104.000°O  | Canal de Byam Martin  | Passa a l'oest de illa Massey, Nunavut, Canadà (a 75° 56′ N, 103° 55′ O / 75.933°N,103.917°O) · Passa a l'est d'Île Marc, Nunavut, Canadà (a 75° 52′ N, 103° 48′ O / 75.867°N,103.800°O) |
| 75° 40′ N, 104° 0′ O / 75.667°N,104.000°O | Canal d'Austin        | |
| 75° 24′ N, 104° 0′ O / 75.400°N,104.000°O | Canadà                | Nunavut - Illa de Byam Martin |
| 75° 3′ N, 104° 0′ O / 75.050°N,104.000°O  | Canal de Parry        | Canal del Vescomte Melville |
| 73° 25′ N, 104° 0′ O / 73.417°N,104.000°O | Estret de M'Clintock  | |
| 70° 46′ N, 104° 0′ O / 70.767°N,104.000°O | Canadà                | Nunavut - Illa Victòria |
| 68° 52′ N, 104° 0′ O / 68.867°N,104.000°O | Golf de la Reina Maud | |
| 66° 3′ N, 104° 0′ O / 66.050°N,104.000°O  | Canadà                | Nunavut Territoris del Nord-oest - des de 64° 24′ N, 104° 0′ O / 64.400°N,104.000°O Saskatchewan - des de 60° 0′ N, 104° 0′ O / 60.000°N,104.000°O |
| 49° 0′ N, 104° 0′ O / 49.000°N,104.000°O  | Estats Units          | Dakota del Nord Dakota del Sud - des de 45° 56′ N, 104° 0′ O / 45.933°N,104.000°O Nebraska - des de 43° 0′ N, 104° 0′ O / 43.000°N,104.000°O Colorado - des de 41° 0′ N, 104° 0′ O / 41.000°N,104.000°O Nou Mèxic - des de 37° 0′ N, 104° 0′ O / 37.000°N,104.000°O Texas - des de 32° 0′ N, 104° 0′ O / 32.000°N,104.000°O                                                                            |
| 29° 18′ N, 104° 0′ O / 29.300°N,104.000°O | Mèxic                 | Coahuila Estat de Durango - des de 26° 46′ N, 104° 0′ O / 26.767°N,104.000°O estat de Zacatecas - des de 23° 31′ N, 104° 0′ O / 23.517°N,104.000°O Jalisco - des de 22° 21′ N, 104° 0′ O / 22.350°N,104.000°O Nayarit - des de 21° 27′ N, 104° 0′ O / 21.450°N,104.000°O Jalisco - des de 21° 15′ N, 104° 0′ O / 21.250°N,104.000°O Estat de Colima - des de 19° 26′ N, 104° 0′ O / 19.433°N,104.000°O |
| 18° 53′ N, 104° 0′ O / 18.883°N,104.000°O | Oceà Pacífic          | |
| 60° 0′ S, 104° 0′ O / 60.000°S,104.000°O  | Oceà Antàrtic         | |
| 74° 44′ S, 104° 0′ O / 74.733°S,104.000°O | Antàrtida             | Territori no reclamat |